# 乙二醇中毒
乙二醇中毒（英語：Ethylene glycol poisoning），是因攝取了乙二醇而中毒。早期症狀有中毒、呕吐及腹痛，後期症狀有意识水平降低、頭痛及癲癇發作。長期可能會有腎功能衰竭及腦損傷的影響。即使攝取量少都可能中毒甚至死亡。
乙二醇是無色、無氣味、帶有甜味的液體，為防凍劑中常見的成份。可能誤食攝入或為自殺而刻意飲用。乙二醇在人體內會分解為乙醇酸及草酸，這正是其引起中毒的主要原因。若在尿液中有草酸钙，或是血液中有酸中毒或滲透壓間距增加時，可能是乙二醇中毒，可以透過量測血液中乙二醇濃度來確診，不過許多醫院沒有對應的設備，無法進行檢測。
越早接受治療則效果越好，治療方式為先投與解毒劑後，再令患者穩定下來；推薦的解毒劑為4-甲基吡唑（fomepizole），如果沒有前者，則可使用乙醇解毒，如果器官有所損傷或嚴重酸血症，則可進行血液透析。其他治療方式有投用碳酸氫鈉、硫胺和鎂。
美國一年會出現5000起以上中毒的病例，多為成年男性。早在1930年，據報就有因乙二醇中毒致死的病例。1937年曾爆發多起致死，原因是藥物中混入了類似的化合物二甘醇，1938年美國聯邦食品、藥品和化妝品法案因而要求新藥品出售前必須出示安全的證據。 防凍劑有時候會添加苦味劑以阻止孩童和其他動物誤食，但並未獲證有效。

## 附註
1. 1 2 3 4 5 6 7 8 9  Kruse, JA. . Critical Care Clinics. October 2012, 28 (4): 661–711. PMID 22998995. doi:10.1016/j.ccc.2012.07.002.
2. 1 2 3 4 5 6 7  Beauchamp, GA; Valento, M. . Emergency Medicine Practice. September 2016, 18 (9): 1–20. PMID 27538060.
3. 1 2  Ferri, Fred F. . Elsevier Health Sciences. 2016: 794. ISBN 9780323448383. （原始内容存档于2017-09-08） （英语）.
4. ↑  Naidich, Thomas P.; Castillo, Mauricio; Cha, Soonmee; Smirniotopoulos, James G. . Elsevier Health Sciences. 2012: 960. ISBN 978-0323186476. （原始内容存档于2017-09-08） （英语）.
5. 1 2  Shaw, Leslie M. . Amer. Assoc. for Clinical Chemistry. 2001: 197. ISBN 9781890883539. （原始内容存档于2017-09-08） （英语）.